# Мозырский государственный педагогический университет
Мозырский государственный педагогический университет имени И. П. Шамякина (бел. Мазырскі дзяржаўны педагагічны ўніверсітэт імя І. П. Шамякіна) — высшее учебное заведение в Мозыре (Гомельская область, Белоруссия).

## История
Основан в 1944 году как Мозырский учительский институт. Подготовка учителей велась на трёх отделениях: языка и литературы, физики и математики, природоведения и географии. В структуру института входили 7 кафедр, на которых работали 27 преподавателей. В 1946 году состоялся первый выпуск: 86 учителей истории, языка и литературы, 32 — физики и математики, 36 — природоведения и химии.
В 1952 году вуз реорганизован в Мозырский педагогический институт. В 1964 году институту присвоено имя Н. К. Крупской. В 2002 году институт был преобразован в Мозырский государственный педагогический университет, которому в 2006 году указом президента было присвоено имя народного писателя Белоруссии Ивана Шамякина.
В сентябре 2023 года на здании учебного корпуса Мозырского государственного педагогического университета имени И. П. Шамякина установлена мемориальная доска в честь Героя Советского Союза А. А. Рыжкова.

## Структура
В составе МГПУ 6 факультетов:
- Физико-инженерный (год основания 2015)
- Филологический (год основания 1944)
- Дошкольного и начального образования (год основания 1960)
- Технолого-биологический (год основания 2015)
- Физической культуры (год основания 2001)
- Повышения квалификации и переподготовки кадров (год основания 2007)

## Награды
- Почётная грамота Совета Министров Республики Беларусь (23.02.2024)[2].